# Олімпійський комітет Хорватії
Олімпійський комітет Хорватії, Хорватський олімпійський комітет (хорв. Hrvatski olimpijski odbor) — організація, яка представляє Хорватію у міжнародному олімпійському русі. Об'єднує в собі національні федерації за видами спорту, їхні окружні і столичне міське відділення та інші хорватські спортивні товариства.
Штаб-квартиру розташовано в Загребі. Комітет є членом таких міжнародних олімпійських організацій як МОК, ОКЄ, а також інших міжнародних спортивних організацій. Його діяльність спрямована на розвиток спорту в Хорватії.

## Історія
Олімпійський рух у Хорватії почав пропагувати ще 1894 року д-р Франьо Бучар, але ідея влитися у міжнародну олімпійську сім'ю могла здійснитися лише зі створенням незалежної Республіки Хорватії.
Хорватський олімпійський комітет засновано 10 вересня 1991 року, тимчасово визнано Виконавчою радою Міжнародного олімпійського комітету (МОК) під керівництвом тодішнього президента МОК Хуана Антоніо Самаранча 17 січня 1992 року і остаточно зареєстровано в МОК 24 вересня 1993 року Його першим президентом став колишній хорватський актор і кінорежисер Антун Врдоляк.